# Оседакс
Оседакс (лат. Osedax, дословно — «поедающий кости») — род многощетинковых червей из семейства сибоглинид (англ. Siboglinidae), которых ранее относили к типу погонофоры. Название рода по-латыни означает «пожиратель костей». Все известные виды данного рода обитают на дне моря на скелетах китов, из которых извлекают питательные вещества с помощью симбиотических бактерий. В связи с необычным образом жизни этих червей часто называют «червями-зомби» (англ. zombie worms).

## История изучения
Новый род и первые два его вида были обнаружены в 2002 г на скелете серого кита в заливе Монтерей (у побережья Калифорнии) на глубине 2800 м с помощью необитаемого подводного аппарата ROV Tiburon. Эти виды, Osedax rubiplumus и Osedax frankpressi, были описаны в 2004 г в статье, вышедшей в журнале Science.

## Строение
Длина тела самок — 2—40 мм . На переднем конце имеется венчик ярко-красных (у некоторых видов — оранжевых) перистых щупалец, которые играют роль жабр. Рот и кишечник отсутствуют. Вытянутое тело окружено слизистой трубкой, в которую могут втягиваться и щупальца. На заднем конце тела имеется расширение — яйцевой мешок, от которого внутрь субстрата (китовых костей) отходят ветвящиеся корнеподобные выросты. В клетках выростов обитают бактерии-эндосимбионты.
Карликовые самцы длиной несколько миллиметров обитают внутри трубок самок. На переднем конце тела у них сохраняется венчик ресничек, на заднем конце — четыре пары щетинок, напоминающих по строению щетинки типичных сабеллид. В целом по форме и строению тела самцы напоминают только что осевших личинок оседакса.

## Питание

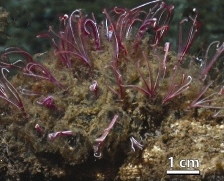
Osedax frankpressi

Черви-костоеды получают питательные вещества от бактерий-эндосимбионтов, которые разлагают липиды, извлекаемые из костей китов. Эти протеобактерии выделены в особый отряд Oceanospirillales, в составе которого описаны несколько семейств.

## Размножение
За размножением Osedax rubiplumus удалось наблюдать в природе, а за размножением другого, пока формально не описанного вида — в лабораторных условиях. Каждая самка ежедневно выметывает несколько сотен яиц. В лаборатории при 4—6 °C яйца обладали отрицательной плавучестью. Через сутки после оплодотворения из яиц выходили личинки трохофоры. Эти лецитотрофные (питающиеся за счёт запасов желтка) личинки плавали до оседания на дно 9—16 дней, к моменту оседания у них формировались несколько крючковидных щетинок. Osedax rubiplumus имеет гораздо более крупные ооциты, чем исследованные виды; предполагается, что его личинки могут дольше плавать в толще воды и дальше разноситься течениями.
Высокая плодовитость позволяет червям-зомби обеспечить распространение и заселение таких редких субстратов, как останки китов.

## Приобретение самцов и определение пола
Изучая заселение затопленного на глубине около 1000 м скелета кита, исследователи установили, что самки заселяют субстрат уже через 2 месяца, через 3 месяца многие из них уже размножались. Число карликовых самцов возрастало с течением времени, так что соотношение полов становилось сильно сдвинутым в пользу самцов. Это позволяет предполагать, что для оседакса характерно средовое определение пола, сходное с определением пола у эхиуриды бонеллии.

## Распространение
К настоящему времени черви-костоеды найдены у побережий Калифорнии, Японии и Швеции. У берегов Швеции черви-зомби быстро заселили скелет малого полосатика, искусственно затопленный на глубине 120 м, а также затопленные кости коровьего скелета. Эти данные говорят о том, что род Osedax, вероятно, имеет очень широкое распространение — как географическое, так и батиметрическое.

## Виды
- Osedax antarcticus Glover, Wiklund & Dahlgren, 2013

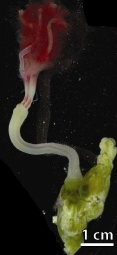
Osedax rubiplumus

- Osedax crouchi Amon, Wiklund, Dahlgren, Copley, Smith, Jamieson & Glover, 2014
- Osedax deceptionensis Taboada, Cristobo, Avila, Wiklund & Glover, 2013
- Osedax frankpressi Rouse, Goffredi & Vrijenhoek, 2004
- Osedax japonicus Fujikura, Fujiwara & Kawato, 2006
- Osedax mucofloris Glover, Kallstrom, Smith & Dahlgren, 2005
- Osedax nordenskjoeldi Amon, Wiklund, Dahlgren, Copley, Smith, Jamieson & Glover, 2014
- Osedax priapus Rouse et al., 2014
- Osedax rogersi Amon, Wiklund, Dahlgren, Copley, Smith, Jamieson & Glover, 2014
- Osedax roseus Rouse, Worsaae, Johnson, Jones & Vrijenhoek, 2008
- Osedax rubiplumus Rouse, Goffredi & Vrijenhoek, 2004[7][8]